# モスト

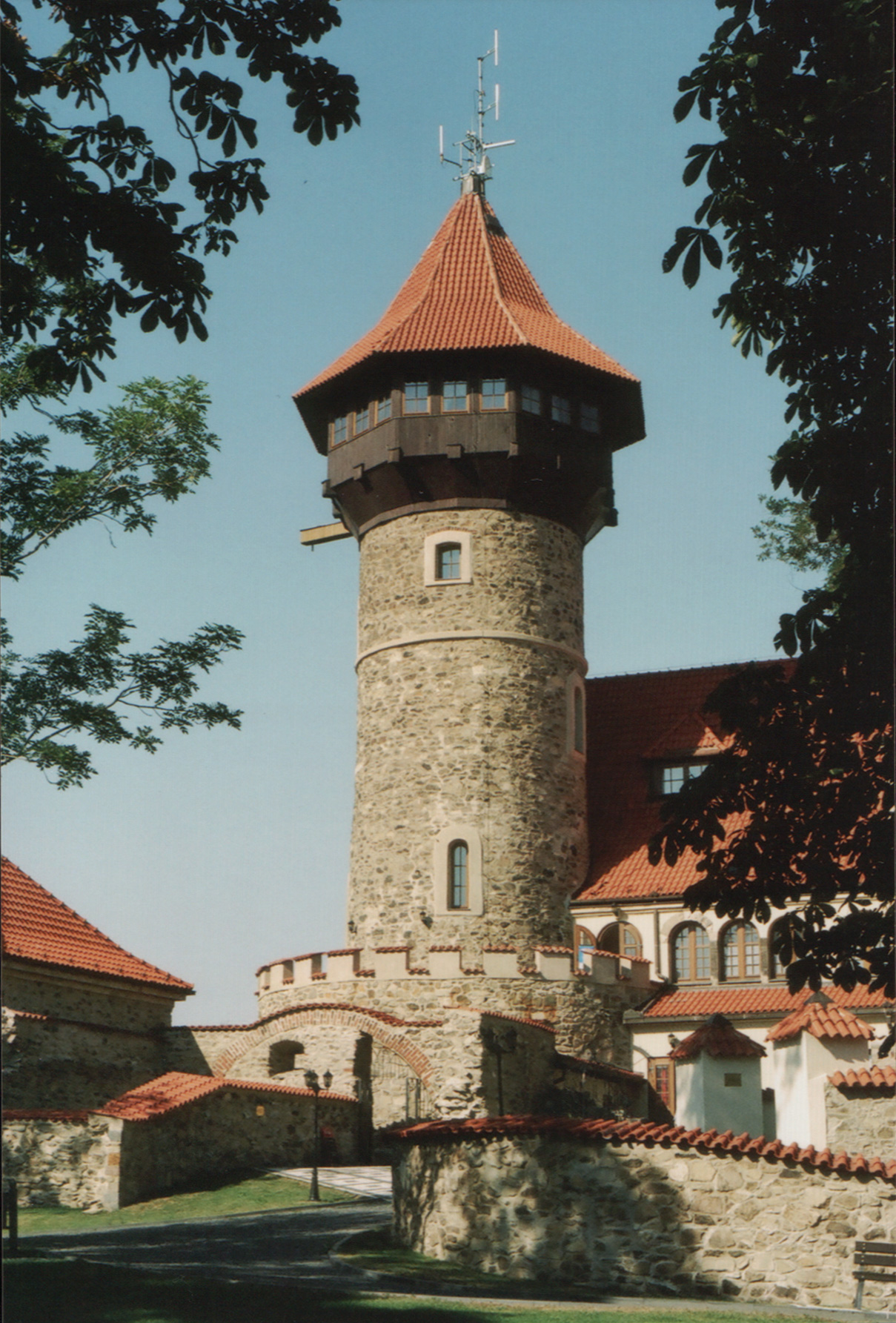
Lookout tower of the rebuilt Hněvín offers a view over the former mining area with the moved Church as well as over the new town

モスト （チェコ語：Most [most]）は、チェコのウースチー州の都市。チェスケー・ストリェドホリ山脈とオレ山脈の間に位置する。ビーリナ川沿いにプラハの北西およそ77キロにある。ウースチー・ナド・ラベムの南西にあたる。

## 語源
モストという名はチェコ語で橋を意味する。10世紀にこの地域の沼地に橋が架かっていた。ドイツ語名ブリュクス（Brüx）も、ドイツ語で橋を意味するBrückeからきた言葉である。

## 歴史
ラテン語文書クロニカ・ボエモルムには、1040年にHněvínský mostと呼ばれていたHněvín城の下方にスラヴ人の定住地があったと記載されている。沼地を通る道は、プラハからフライベルクへと向かう通商路だった。木造の橋のネットワークは、この領土を通過する安全で快適な通行を提供するために建てられた。フラビシッチ家出身のフネヴァは、通商隊を保護する軍事拠点をつくった。この要塞の下の村がモストとして発展した。
1227年、フラビシッチ家最期の当主コヤタ王は、自分の財産を十字架の騎士修道院へ渡した。1238年から、王家の町はプリェミスロヴィッチ家の所有となり、多くの教会を抱える裕福な都市となった。ボヘミア王オタカル2世、ヨハン1世、神聖ローマ皇帝（兼ボヘミア王）カール4世らは全員モストに都市としての権利を与えた。14世紀、植民地化のため、都市はドイツ人が優勢となった。
15世紀から16世紀、市は数回の火災に見舞われた。1517年、市の再建で数カ所の顕著な施設がつくられた。新たにできた聖母の被昇天教会、ルネサンス様式の市庁舎が含まれる。
三十年戦争の間、モストはスウェーデン軍に占領された。戦争の初期も後期も戦略によって攻略されたのだった。同じやり方でHněvín城も掌握された。
三十年戦争後、モストは経済のほとんどと政治的存在感を失い、19世紀半ばに産業の危機からの脱出と、鉱業が市に新たな重要性をもたらすまでそれが続いた。1870年、線路が建設され、人口が増加し、製糖業、製陶工場、製鉄、ビール醸造業、市美術館の設立など、多くが相次いで起こった。1895年、市は数件の家屋を飲むこむ流砂に見舞われた。
1930年代に入ると、急速な建設活動が続いた。1901年から、電気路面電車の路線がモスト市内にでき、コピツィからヤノフまでの区間を走った。1911年、チェコ一現代風な劇場が完成した。1911年から1914年にかけ建設されたクリーザトキの一風変わったダムは、飲料水の供給問題を一気に解決した。市のドイツ語人口は第二次世界大戦後にドイツ人追放で急減し、替わってチェコ人に取って代わられた。戦争は市にHněvín城下の家屋の破壊をもたらした。1964年以降、市を引っ越しさせる過程が始まった。
1960年代、モストの歴史的中心地は、褐炭炭鉱拡大のため労働者の住居を提供する目的から、完全に破壊され、これが1970年代後半まで続いた。この過程には多くの歴史的文化財の破壊も巻き込まれた。15世紀からあるビール醸造所、中欧に多くの劇場を建てたウィーンの建築家アレクサンダー・グラフ設計の1910年創立の劇場などが含まれた。しかし一つの建物が保存された。ヤコプ・ハイルマン設計で、1517年から1594年にかけ建てられた聖母の被昇天教会である。教会は28日かかって列車で841メートル離れた新たな町へ運ばれた。この建物は、『車輪に乗せて運ばれた世界一重い建物』として、ギネスブックに記載されている。

## モストでの暮らし
歴史の浅い町であるモストには歴史的な観光地が多くない。Hněvín城とゴシック様式の聖母の被昇天教会2箇所だけである。一方で遊興施設は多い。プラネタリウム、天文台、モータースポーツ競技場、ウォーターパーク、競馬場などである。
モスト市では、市民の多くが巨大なパネラーク建築の団地で暮らしていることが知られる。
市は、広い通り、中心部に多くの公園があるなど、インフラと交通において同規模の他都市と比較して良質と言われる。地元住民の社会層は悪い。失業率は25％近く（2005年調査）あり、国内でもワーストに入る。この失業は年数の経過して不適な鉱業によって引き起こされた数字である。

## 産業
モストは北ボヘミアの心臓部にあたる。褐炭採掘地域であり、重要な産業の鉄道ジャンクションを抱える。その他の産業は、織物業、製陶業、製鉄、化学工業である。
20世紀半ばのモストは、炭鉱による粉塵で汚染され、共産主義時代にはチェコスロバキアで最も暗い都市の一つといわれていた。
鉱業は地域で長い伝統を持つ。広範囲な炭鉱操業は2000年以後も続けられてきたが、現在は完全に外国企業の管理下にある。
環境状態は近年改善され、リンゴの生産やワイン用ブドウ栽培が伸びている。

## 交通
- モスト・リトヴィーノフ市電

## 姉妹都市
- メッペル、オランダ
- マリエンベルク、ドイツ